# Itamaraju
Itamaraju là một đô thị thuộc bang Bahia, Brasil. Đô thị này có diện tích 2369,91 km², dân số năm 2007 là 65232 người, mật độ 27,53 người/km².